# Capo della Repubblica dell'Ossezia Settentrionale-Alania
Il Capo della Repubblica dell'Ossezia Settentrionale-Alania (in russo Глава Республики Северная Осетия - Алания?, Glava Respubliki Severnaja Osetija - Alanija; già Presidente della Repubblica dell'Ossezia Settentrionale-Alania fino al 2005) è la più alta carica del sistema politico della repubblica appartenente alla Federazione Russa dell'Ossezia Settentrionale-Alania, e comprende l'incarico di capo di governo sia quello di capo di Stato.
Il Capo della Repubblica è eletto dai deputati del Parlamento della Repubblica tra tre candidati nominati dal Presidente della Federazione Russa in conformità con la legge federale.

## Elenco
| N° | Nome | Nome                            | Mandato           | Mandato          |              |
| N° | Nome | Nome                            | Inizio            | Fine             | Partito      |
| -- | ---- | ------------------------------- | ----------------- | ---------------- | ------------ |
| 1  |      | Akhsarbek Galazov (1929 - 2013) | 26 luglio 1994    | 20 febbraio 1998 | Indipendente |
| 2  |      | Aleksandr Dzasokhov (1934 - )   | 20 febbraio 2006  | 20 febbraio 2010 | Indipendente |
| 3  |      | Tajmuraz Mamsurov (1954 -)      | 20 febbraio 2010  | 15 febbraio 2007 | Russia Unita |
| 4  |      | Tamerlan Aguzarov (1963 - 2016) | 15 febbraio 2007  | 3 ottobre 2017   | Russia Unita |
| 5  |      | Vjačeslav Bitarov (1961 -)      | 3 ottobre 2017    | 15 febbraio 2007 | Russia Unita |
| 6  |      | Sergej Menjajlo (1960 -)        | 19 settembre 2021 | in carica        | Russia Unita |